# Ирак и Афганистан (мемориал)
Мемориал «Ирак и Афганистан» (англ. Iraq and Afghanistan Memorial) — памятник работы британского скульптора Пола Дэя, созданный в 2017 году. Находится в садах набережной Виктории в Лондоне, Великобритания. Открыт Елизаветой II, королевой Великобритании.

## История
Мемориал был задуман в качестве посвящения как военнослужащим, участвовавшим в войне в Персидском заливе, в Афганистане и в Ираке, так и гражданским лицам, работавшим над улучшением жизни жителей этих стран путём распределения гуманитарной помощи, развития образования и здравоохранения, управления и инфраструктуры. Всего, в период 1990—2015 годов, то есть за время войн в Ираке и Афганистане, погибло 682 британских подданных. 8 ноября 2014 года, в Поминальное воскресенье, премьер-министр Великобритании Дэвид Кэмерон объявил о своей просьбе к лорду Стиррапа, бывшему начальнику штаба обороны в 2006—2010 годах, руководившему операциями в Ираке и Афганистане, возглавить попечительский совет по сбору средств и возведению национального мемориала участникам этих войн. В состав попечительского совета по возведению мемориала помимо лорда Стиррапа вошли лорд Бойс и лорд Уокер, бывшие начальники штаба обороны в 2001—2003 и 2003—2006 годах соответственно, а также скульптор Пол Дэй.
В поддержку данной инициативы выступила редакция газеты «The Sun», обратившаяся к крупнейшим компаниям Великобритании с просьбой о финансовой поддержке. Также была запущена кампания по сбору средств путём отправки сообщений с текстом «DUTY» на разные номера со списыванием 3 или 10 фунтов, а также путём звонков на определённый номер с целью пожертвования суммы до 10 тысяч фунтов. К марту 2015 года было собрано уже 750 тысяч фунтов, так как после пожертвования 50 тысяч лордом Ашкрофтом канцлер Казначейства Джордж Осборн объявил, что правительство выделило ещё 500 тысяч фунтов стерлингов из штрафов, наложенных на банки за фальсификацию данных системы LIBOR. Уже в июле того же года, то есть через восемь месяцев после начала кампании, после пожертвования 50 тысяч бизнесменом Джоном Каудвеллом была собрана вся необходимая сумма в размере 1 миллиона фунтов стерлингов.
Мемориал был спроектирован скульптором Дэем, работавшим во Франции. 10 каменных блоков для памятника, самый большой из которых был весом в 7000 кг, были добыты на месторождении Джорданса и затем обтесаны в соответствии с замыслом скульптора на предприятии «stoneCIRCLE», располагающимся в Бейзингстоке. В проектировании, разработке дизайна памятника и строительстве принимали участие инженеры-конструкторы компании «Atkins» и сотрудники архитектурной фирмы «Donald Insall Associates». Мемориал был установлен в садах набережной Виктории в Вестминстере, между рекой Темзой и штаб-квартирой министерства обороны Великобритании, в районе, богатом памятниками, посвященными Второй мировой войне и войне в Корее.
9 марта 2017 года мемориал был открыт королевой Великобритании Елизаветой II в присутствии Филиппа, герцога Эдинбургского, Чарльза, принца Уэльского, Камиллы, герцогини Корнуольской, Уильяма, герцога Кембриджского, Кэтрин, герцогини Кембриджской, принца Генри Уэльского, премьер-министра Великобритании Терезы Май и её предшественников Джона Мейджора, Тони Блэра и Дэвида Кэмерона, государственного секретаря по вопросам обороны Великобритании Майкла Фэллона, министров правительства, в общей сложности около 2500 человек, включая ветеранов и их родственников. Открытию предшествовал парад конных гвардейцев и служба, проведённая капелланом флота преподобным Иэном Уитли. После же прошёл приём для ветеранов и членов их семей, организованный Королевским британским легионом. Герцог Эдинбургский отметил на церемонии, что не смог рассмотреть надписи на мемориале, после чего скульптор Дэй пообещал исправить этот недостаток. Некоторые родственники и близкие погибших раскритиковали церемонию за то, что их самих не пригласили, а также по причине присутствия на ней Блэра, при котором Великобритания вступила в войну в Ираке. Ранее из-за критики со стороны военных вдов, премьер-министру Мэй пришлось объясняться перед Палатой общин. Критике также была подвергнута и сама идея мемориала; по мнению колумнистки «The Independent» афганского происхождения, ни одна война не принесла стабильности ни в Ирак, ни Афганистан, лишь разрушив культуру и уклад этих стран.

## Композиция

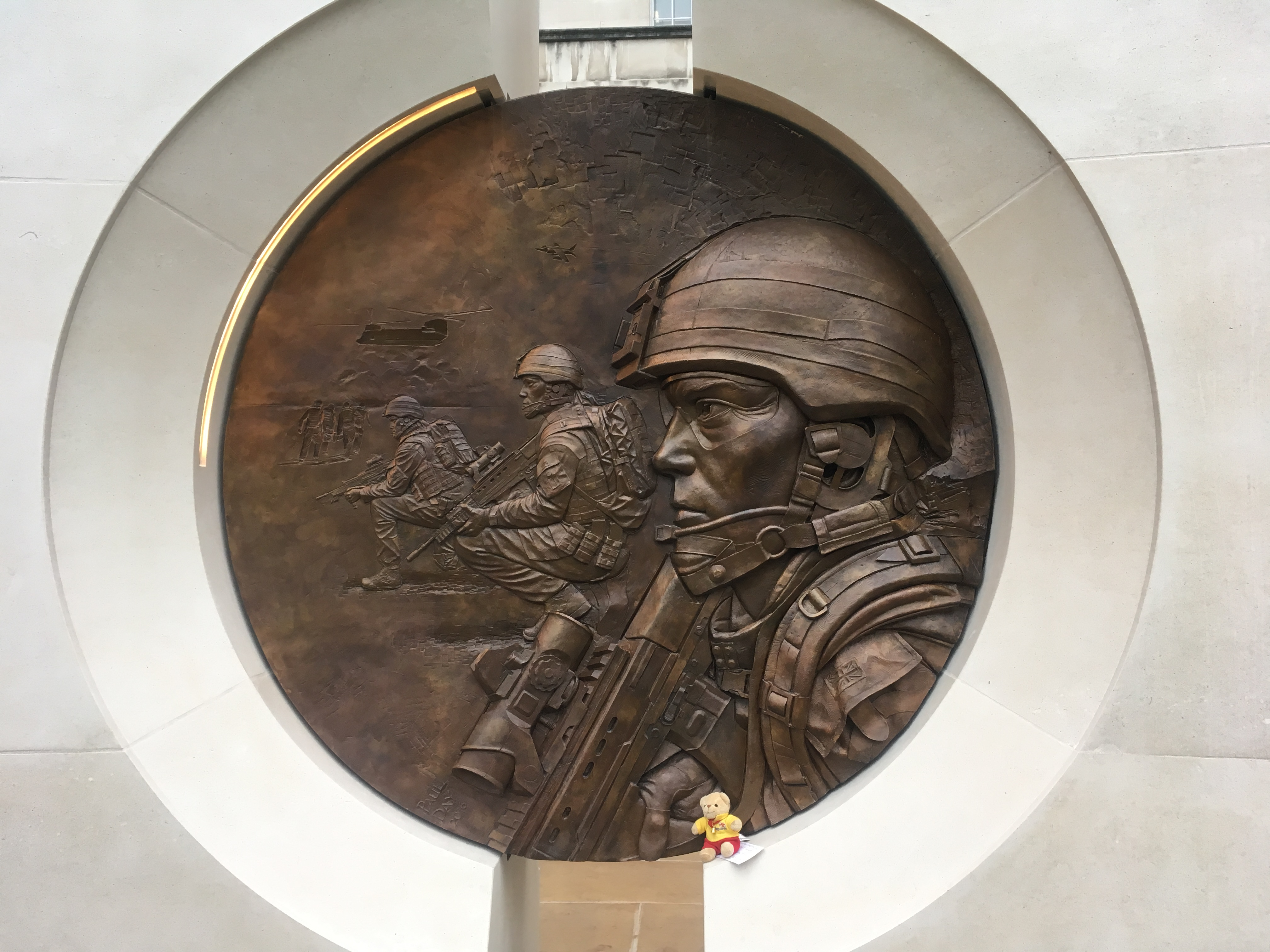
Военные

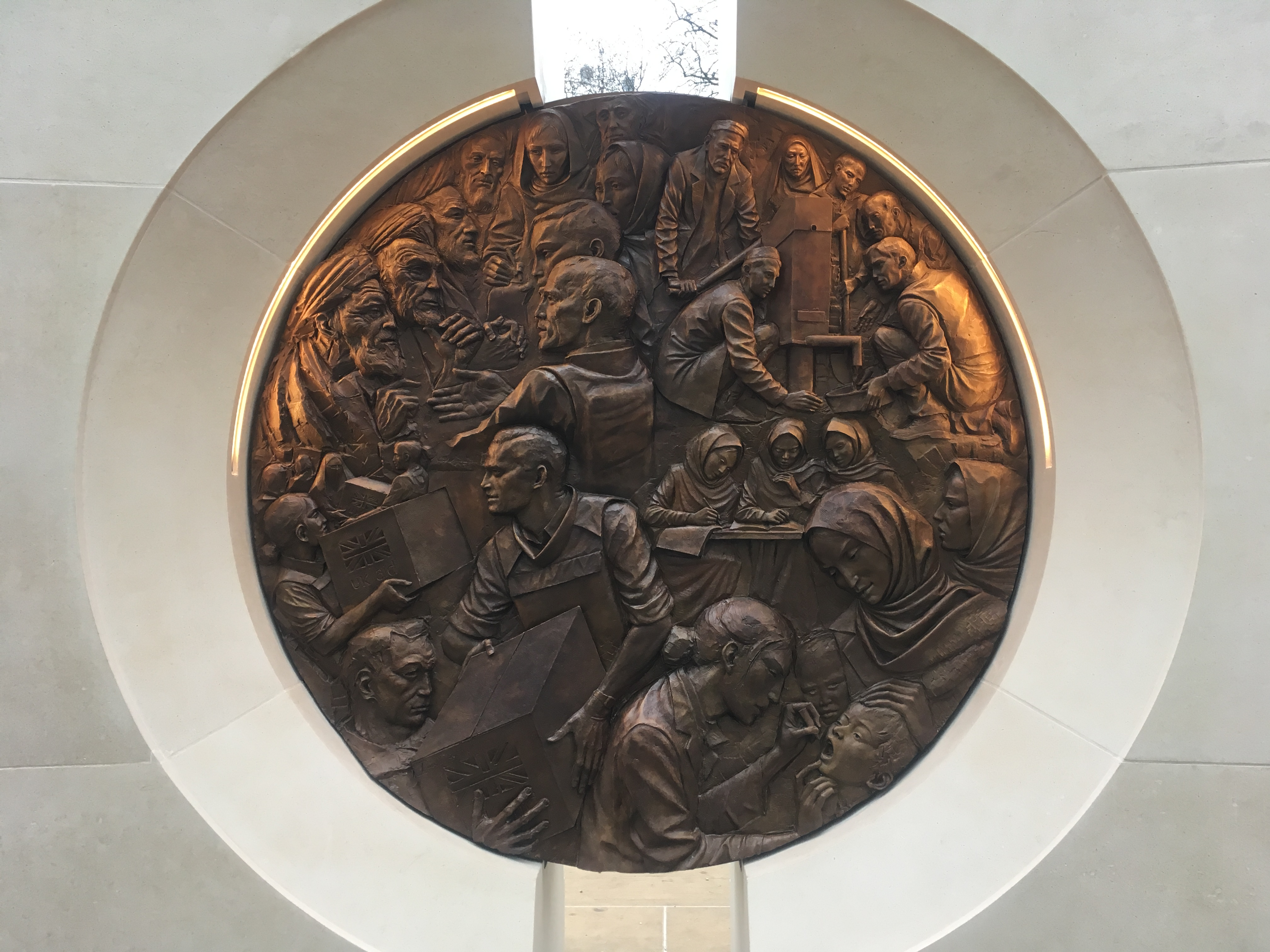
Гражданские

Мемориал состоит из двух монолитов портлендского камня весом в 33 тонны и высотой в 19 футов (5,5 метров). На одной стороне одного камня вверху выбито «IRAQ», а другого снизу — «AFGHANISTAN», тогда как на другой стороне — «SERVICE» и «DUTY», соответственно. Боковые стороны каждого камня преднамеренно оставлены необработанными, символизируя скалистую местность Ирака и Афганистана, противоречивость итогов войн и споры среди общественности по этому поводу. Камни стоят с некоторым зазором друг от друга, как намёк на разделение мнений среди общественности, и в то же время объединены массивным бронзовым медальоном с рельефом на военные темы. С одной стороны в ряд изображены несколько солдат в боевой обстановке, а с другой — гражданские лица, оказывающие медицинскую и гуманитарную помощь жителям Ирака и Афганистана, старикам, женщинам и детям. В отличие от подобного рода памятников, на данном мемориале не содержится имен погибших, ввиду чего он является памятником всем служившим Великобритании, как военным, так и гражданским лицам.